# 三段峽

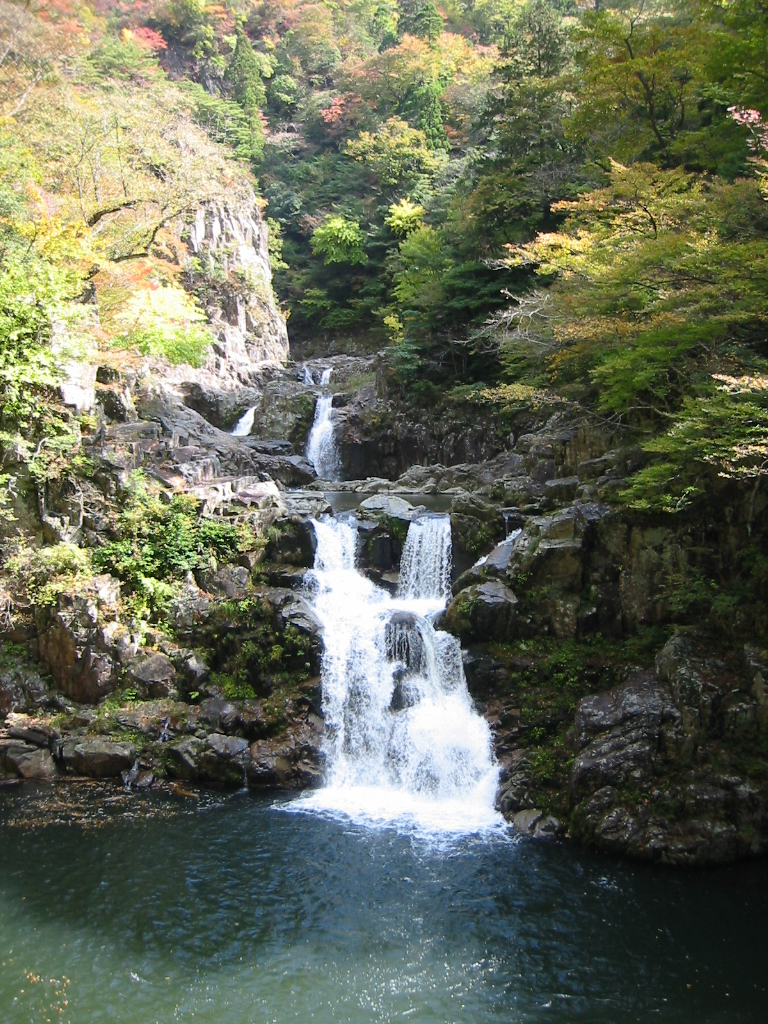
三段瀑布

三段峽（さんだんきょう）是日本廣島縣山縣郡安藝太田町的峽谷，位在太田川上遊的支流柴木川，長約16公里。國之特別名勝。和帝釋峽同為廣島縣代表的觀光地，和匹見峽、寂地峽同為西中國山地國定公園的主要景觀。

## 概要
三段峽一帶以落差30公尺的三段瀑布為主，加上黑淵、猿飛瀑布、二段瀑布、三瀑布、龍門瀑布的5瀑布和2深淵的七景廣為人知。還有長淵、大淵、耶源、王城等無名勝。

## 關連項目
- 日本特別名勝

## 外部連結
- 三段峡（页面存档备份，存于）